# Фантазмы
«Фантазмы» (англ. Fantasmas) — американский телесериал в жанре сюрреалистической комедии. Создателем, режиссером и сценаристом проекта выступил Хулио Торрес, он же сыграл в нём главную роль. Сюжет посвящён о поискам Торресом золотой серьги в форме устрицы и необычных людях, которых он встречает на своём пути. Премьера сериала состоялась 7 июня 2024 года на канале HBO.

## Сюжет
Хулио Торрес отправляется по ночному Нью-Йорку на поиски золотой серьги в форме устрицы, встречая по пути необычных людей.

## В ролях
- Хулио Торрес — роли самого себя
- Мартин Гутьеррес — Ванесья
- Томас Матос — Честер
- Джо Румрилл — голос Бибо
- Алекса Деми — Бекка, представитель службы поддержки клиентов страховой компании

## Производство
В феврале 2022 года было объявлено, что Хулио Торрес станет сценаристом, режиссером и основным актёром нового проекта HBO. Исполнительными продюсерами были назначены Эмма Стоун и Дэйв Маккари (под своим брендом Fruit Tree). В декабре 2022 года руководство телеканала одобрило съёмки полноценного сериала.
В апреле 2024 года было объявлено, что в эпизодических ролях появятся Джо Рамрилл, Джулия Фокс, Зиве, Алекса Деми, Стив Бушеми и Ким Петрас.

## Отзывы критиков
Рейтинг сериала на сайте Rotten Tomatoes составляет 94 % со средней оценкой 7.8/10 на основе 31 обзора. Консенсус критиков гласит: «Серия красочных зарисовок, созданных благодаря уникальному воображению Торреса, „Фантазмы“ — это еще одна яркая вариация творчества вундеркинда». Оценка проекта на сайте Metacritic составляет 84 балла из 100 на основе 16 рецензий, что приравнивается к статусу «всеобщее признание». «„Фантазмы“ […] напоминают очень яркое, сумбурное сновидение, в котором элементы суровой реальности пересекаются с бурлескной сказкой» — отмечалось Лентой.ru.